# Holme (Nottinghamshire)
Holme is een civil parish in het bestuurlijke gebied Newark and Sherwood, in het Engelse graafschap Nottinghamshire.